# Ceará
Ceará är en delstat i nordöstra Brasilien och en av landets 27 federativa enheter. Den ligger vid atlantkusten med gräns mot Rio Grande do Norte och Paraíba i öster, Pernambuco i söder och Piauí i väster. Folkmängden beräknas till 9,2 miljoner (2021). Huvudstad och största stad är Fortaleza. Ceará har 184 kommuner.  
Delstaten är bland annat känd för sin vackra kust, starka religiositet och en lång tradition av komiker. Fiskebåten jangada som fortfarande används längs kusten är symbol för cearensisk kultur och invånare.  
Cearás smeknamn, ”ljusets land”, terra da luz, kommer av att man var den första delstaten som avskaffade slaveriet år 1884, fyra år innan den gyllene lagen, Lei Áurea, förbjöd slaveriet i hela federationen.  
Stora delar är caatinga, en sorts stäpp som bara finns i nordöstra Brasilien.

## Storstadsområden
Största kommuner efter folkmängd
FortalezaFortaleza, Caucaia, Maracanaú, Maranguape, Pacatuba
CaririJuazeiro do Norte, Crato, Barbalha, Missão Velha, Jardim
SobralSobral, Santana do Acaraú, Forquilha, Coreaú, Varjota,
Delstaten har 4,3 % av den brasilianska befolkningen och producerar 2,1 % av landets BNP.

## Befolkning
Ceará är Brasiliens åttonde största delstat, räknat efter folkmängd. Den tredje största i nordöstra regionen. Invånarantalet var 8.452.381 personer vid folkräkningen 2010, motsvarade 4,4 % av landets befolkning. 75 % bodde i städer och 25 % på landsbygden. I huvudstaden Fortaleza bodde 29 % av delstatens befolkning.